# Antonio Blanco Conde
Antonio Blanco Conde (Montalbán de Córdoba, España, 23 de julio de 2000) es un futbolista español que juega de centrocampista en el Deportivo Alavés de la Primera División de España.
Fue incluido por The Guardian entre los mejores talentos jóvenes de 2017.

## Trayectoria
Debutó en La Liga con el Real Madrid el 18 de abril de 2021, en un empate sin goles contra el Getafe, siendo suplente. Tres días después fue titular por primera vez, en la victoria por 3-0 ante el Cádiz.
En la temporada 2022/2023 estuvo cedido en el Cádiz de la Primera División de España la primera vuelta para luego una vez rota esta cesión en el mercado de invierno ser cedido al Deportivo Alaves que militaba en la Segunda División de España hasta el final de la temporada.
Con el Deportivo Alaves consiguió  el ascenso de categoría y pasó a ser propiedad del club una vez traspasado por el Real Madrid

## Selección nacional
Debido al aislamiento de algunos jugadores de la selección tras el positivo por COVID-19 de Sergio Busquets, la selección española sub-21 fue convocada para el amistoso internacional contra Lituania del 8 de junio de 2021. Blanco debutó con la absoluta en el partido en el que España ganó por 4-0.
Fue convocado para jugar la Eurocopa Sub-21 de 2023.

## Estadísticas

### Clubes
Actualizado al último partido disputado el 22 de diciembre de 2024.
| Club                                | Div.          | Temporada     | Liga  | Liga  | Copas nacionales | Copas nacionales | Copas internacionales | Copas internacionales | Total | Total |
| Club                                | Div.          | Temporada     | Part. | Goles | Part.            | Goles            | Part.                 | Goles                 | Part. | Goles |
| ----------------------------------- | ------------- | ------------- | ----- | ----- | ---------------- | ---------------- | --------------------- | --------------------- | ----- | ----- |
| Real Madrid Castilla C. F. · España | 2.ª B         | 2019-20       | 23    | 1     | ―                | ―                | ―                     | ―                     | 23    | 1     |
| Real Madrid Castilla C. F. · España | 2.ª B         | 2020-21       | 19    | 0     | ―                | ―                | ―                     | ―                     | 19    | 0     |
| Real Madrid Castilla C. F. · España | 1.ª F         | 2021-22       | 22    | 1     | ―                | ―                | ―                     | ―                     | 22    | 1     |
| Real Madrid Castilla C. F. · España | Total club    | Total club    | 64    | 2     | 0                | 0                | 0                     | 0                     | 64    | 2     |
| Real Madrid C. F. · España          | 1.ª           | 2020-21       | 4     | 0     | 0                | 0                | 0                     | 0                     | 4     | 0     |
| Real Madrid C. F. · España          | 1.ª           | 2021-22       | 1     | 0     | 0                | 0                | 1                     | 0                     | 2     | 0     |
| Real Madrid C. F. · España          | Total club    | Total club    | 5     | 0     | 0                | 0                | 1                     | 0                     | 6     | 0     |
| Cádiz C. F. · España                | 1.ª           | 2022-23       | 3     | 0     | 1                | 0                | ―                     | ―                     | 4     | 0     |
| Cádiz C. F. · España                | Total club    | Total club    | 3     | 0     | 1                | 0                | 0                     | 0                     | 4     | 0     |
| Deportivo Alavés · España           | 2.ª           | 2022-23       | 18    | 0     | 1                | 0                | ―                     | ―                     | 19    | 0     |
| Deportivo Alavés · España           | 1.ª           | 2023-24       | 33    | 0     | 3                | 0                | ―                     | ―                     | 36    | 0     |
| Deportivo Alavés · España           | 1.ª           | 2024-25       | 17    | 0     | 2                | 0                | ―                     | ―                     | 19    | 0     |
| Deportivo Alavés · España           | Total club    | Total club    | 68    | 0     | 6                | 0                | 0                     | 0                     | 74    | 0     |
| Total carrera                       | Total carrera | Total carrera | 140   | 2     | 7                | 0                | 1                     | 0                     | 148   | 2     |

## Palmarés

### Campeonatos internacionales
| Título                    | Club              | Sede  | Año     |
| ------------------------- | ----------------- | ----- | ------- |
| Liga de Campeones juvenil | Real Madrid C. F. | Suiza | 2019-20 |